# Péter Bacsó
Dans le nom hongrois Bacsó Péter, le nom de famille précède le prénom, mais cet article utilise l’ordre habituel en français Péter Bacsó, où le prénom précède le nom.
Péter Bacsó né à Kassa (aujourd'hui, Košice en Slovaquie) le 6 janvier 1928 et décédé à Budapest le 11 mars 2009 est un scénariste, dramaturge et réalisateur hongrois.

## Biographie
Il est diplômé de la Színház- és Filmművészeti Főiskola (École supérieure d'art dramatique et cinématographique) de Budapest en 1950.
Scénariste durant une quinzaine d'années (il collabore notamment aux scénarios d' Anna (1958) et de Deux mi-temps en enfer (1961), réalisés par Zoltán Fábri), il enseigne également à l'École supérieure d'art dramatique et cinématographique de Budapest. Il signe sa première mise en scène en 1963 avec En été, c'est simple (Nyáron egyszerű). Ses films suivants sont de souriantes comédies - son genre de prédilection - sur les problèmes de la jeunesse : Cyclistes amoureux (Szerelmes biciklisták) (1965) et L'Été sur la colline (Nyár a hegyen) (1967).
Le public et la critique française le découvrent paradoxalement, en 1972, à travers deux films, à tonalité sociale, projetés à Paris : Rompre le cercle (Kitörés) et Temps présent (Jelenidő), qui évoquent certains aspects de la condition ouvrière en Hongrie. Personne, pourtant, ne connaissait encore Le Témoin (A tanu), bloqué, dès sa sortie à Budapest en 1969, pour des raisons d'opportunité politique (cette comédie satirique à l'humour ravageur avait été réalisée après l'entrée des troupes du Pacte de Varsovie en Tchécoslovaquie). Lorsque le film sera diffusé, dix ans plus tard, il recevra en Hongrie un énorme succès populaire et sera montré au Festival de Cannes 1981. Péter Bacsó fut, de 1982 à 1991, directeur du studio hongrois Dialog.
Dans le cinéma hongrois, Péter Bacsó est considéré comme un maître de la comédie, comparable à Mario Monicelli ou Ettore Scola en Italie. « Ses films, qu'ils soient dramatiques ou comiques, sont, à une exception près, en prise directe avec la Hongrie contemporaine - son présent et son passé proche. Ce sont des films qu'on se raconte avec plaisir... (...) films de scénariste plus que de metteurs en scène. » (Jean-Pierre Jeancolas, in Cinéma hongrois 1963-1988, Éditions du CNRS)

## Filmographie partielle
- 1963 : En été, c'est simple (Nyáron egyszerű)
- 1965 : Cyclistes amoureux (Szerelmes biciklisták)
- 1967 : L'Été sur la colline (Nyár a hegyen)
- 1968 : À bout portant (Fejlövés)
- 1969 : Le Témoin (A tanu)
- 1971 : Rompre le cercle (Kitörés)
- 1972 : Temps présent (Jelenidő)
- 1972 : Raseur rasé (Forró vizet a kopaszra)
- 1973 : Le Dernier élan (Harmadik nekifutás)
- 1977 : Áramütés
- 1980 : Parlons plutôt d'amour (Ki beszél itt szerelemről?!)
- 1982 : Avant-hier (Tegnapelött)
- 1982 : L'Offense (Sértés)
- 1983 : Gueuse de vie (Te rongyos élet)
- 1984 : Quelle heure est-il réveille-matin ? (Hány az óra, Vekker úr ?)
- 1987 : Titanic, Titanic, ou la nuit des doublures (Titánia, Titánia, avagy a dublőrök éjszakája)
- 1987 :  Valse sur peaux de banane (Banánhéjkeringő)
- 1991 : La Fiancée de Staline (Sztálin menyasszonya)
- 1991 : Live show
- 1995 : Megint tanú
- 1997 : Balekok és banditák
- 2001 : Hamvadó cigarettavég
- 2007 : Presque vierge (Majdnem szűz)